# Trollz (canción)
«Trollz» (estilizado en mayúsculas) es una canción del rapero estadounidense 6ix9ine y la rapera trinitense Nicki Minaj. Fue lanzada como sencillo el 12 de junio de 2020 a través de ScumGang Records y Create Music Group.

## Posicionamiento en listas
| Lista (2020)                                | Mejor posición |
| ------------------------------------------- | -------------- |
| Bélgica (Flandes) (Ultratip Bubbling Under) | 36             |
| Bélgica (Valonia) (Ultratip Bubbling Under) | 33             |
| Escocia (Scottish Singles Sales Chart)      | 11             |
| Estados Unidos (Billboard Hot 100)          | 1              |
| Estados Unidos (Hot R&B/Hip-Hop Songs)      | 1              |
| Irlanda (IRMA)                              | 12             |
| Italia (FIMI)                               | 60             |
| Países Bajos (Mega Single Top 100)          | 51             |
| Reino Unido (UK Singles Chart)              | 12             |
| Suecia (Sverigetopplistan)                  | 51             |

## Historia de lanzamiento
| Región | Fecha               | Formato                                     | Discográfica                         | Ref.   |
| ------ | ------------------- | ------------------------------------------- | ------------------------------------ | ------ |
| Varios | 12 de junio de 2020 | 7", Casete, CD, Descarga digital, Streaming | ScumGang Records, Create Music Group | [ 14 ] |